# Gimnasio de la Universidad de Hanyang
El Gimnasio de la Universidad de Hanyang (en coreano: 한양대학교 올림픽체육관) es un recinto cubierto situado en la ciudad de Seúl, la capital del país asiático de Corea del Sur. La capacidad del estadio le permite recibir hasta 8000 personas y fue construido en 1986 para albergar los eventos de voleibol en los Juegos Olímpicos de Verano 1988.